# Konstantin VI.
Konstantin VI. (grško:  Κωνσταντίνος Ϛ΄ [Kōnstantinos VI]), cesar Bizantinskega cesarstva od leta 780 do 797, * 771, Konstantinopel, Bizantinsko cesarstvo, † 797, Konstantinopel, Bizantinsko cesarstvo.

## Življenjepis
Bil je edini sin cesarja Leona IV. in njegove žene Irene. Leta 776 ga je oče kronal za socesarja, samostojen cesar pod regentstvom matere Irene pa postal leta 780, ko je imel komaj devet let. 
Leta 782 so ga zaročili z Rotrudo, hčerko frankovskega kralja Karla Velikega in njegove tretje žene Hildegarde. Leta 788 je Irena zaroko razdrla. Naslednje leto je podpisal sklepe Drugega nicejskega koncila, čeprav je verjetno simpatiziral z ikonoklasti. Mati mu kljub temu, da je bil takrat star šestnajst let, ni prepustila izvršilne oblasti.
Po neuspeli zaroti proti cesarici Ireni spomladi leta 790, je Irena poskušala dobiti uradno priznanje naslova cesarice. Njeno zahtevo so zavrnili in leta 790 je Konstantin po uporu Armencev s podporo vojske končno prišel na oblast. Materi je dovolil obdržati naslov cesarice in leta 792 to tudi uradno potrdil. 
Konstantin je bil šibek vladar, kar je povzročilo nezadovojstvo med njegovimi pristaši. Leta 791 in 792 je bil v dveh bitkah z bolgarskim vladarjem Kardamom dvakrat poražen in obakrat pobegnil z bojišča. V cesarstvu se je zato razvilo gibanje, ki je bilo naklonjeno njegovemu stricu, kasnejšemu cesarju Nikiforju I., Konstantin je zato ukazal strica oslepiti ter njemu in štirim njegovim polbratom odrezati jezik. Ko je ukazal oslepiti tudi generala Alekseja Mosela, so se njegovi bivši armenski pristaši uprli. Upor so leta 793 izjemno kruto zatrli.
Konstantin se je po uporu ločil od žene Marije Amnijske, ker mu ni rodila moškega naslednika, in se poročil s svojo ljubico Teodoto. Poroka je med prebivalstvom naletela na odpor in je bila morda celo nezakonita, čeprav jo je patriarh namenoma spregledal. Po teh dejanjih je Konstantin izgubil vso podporo tako vladajoče pravoslavne cerkve kot ikonoklastične opozicije.
Leta 797 so ga v zaroti, ki jo je organizirala njegova mati, njeni pristaši aretirali in oslepili. Zapisi iz tistega časa trdijo, da je zaradi ran nekaj dni kasneje umrl. Irena se je po njegovi smrti kronala za prvo bizantinsko cesarico.

## Družina
S prvo ženo Marijo Amnijsko je imel hčerki
- Eufrozino, poročeno s cesarjem Mihaelom II.
- Ireno

Z drugo ženo Teodoto je imel sina
- Leona, ki je leta 797 umrl.